# Алексеевка (Варненский район)
Алексе́евка — село в Варненском районе Челябинской области России. Центр Алексеевского сельского поселения.

## География
Находится в 38 км к северо-востоку от районного центра села Варна. Расположено в приграничной зоне России с Казахстаном, у слияния рек Верхний Тогузак и Средний Тогузак. Здесь начинается река Тогузак. Точка слияния рек находится на высоте 206 м над уровнем моря.
Рельеф представлен равниной (Западно-Сибирская низменность), перепад высот от 260 до 236 м.

## Название
Село названо в честь царя Алексея Михайловича[уточнить].

## История
Поселение Алексеевское создано в 1837 году как пограничное казачье укрепление при формировании Новой линии.
В военно-административном отношении посёлок Алексеевский входил в Михайловский станичный юрт 3-го военного отдела Оренбургского казачьего войска. В юрт входили посёлки Михайловский, Лейпцигский, Надежинский, Тарутинский и ещё 10 хуторов.

## Население
| 2002  | 2004  | 2010  | 2011  | 2012  | 2013  | 2014  |
| ----- | ----- | ----- | ----- | ----- | ----- | ----- |
| 1215  | ↘1165 | ↘1128 | ↘1126 | ↘1084 | ↘1062 | ↘1033 |
| 2015  | 2016  | 2017  | 2018  | 2019  | 2020  | 2021  |
| ↘1021 | ↘1013 | ↘1009 | ↘988  | ↘967  | ↘961  | ↘811  |